# Ремхинген
Ремхинген (њем. Remchingen) општина је у њемачкој савезној држави Баден-Виртемберг. Једно је од 28 општинских средишта округа Енцкрајс. Према процјени из 2010. у општини је живјело 11.846 становника. Посједује регионалну шифру (AGS) 8236071.

## Географски и демографски подаци
Ремхинген се налази у савезној држави Баден-Виртемберг у округу Енцкрајс. Општина се налази на надморској висини од 171 метра. Површина општине износи 24,1 km². У самом мјесту је, према процјени из 2010. године, живјело 11.846 становника. Просјечна густина становништва износи 492 становника/km².